# Jałowiec (województwo pomorskie)
Jałowiec – wieś w Polsce położona w województwie pomorskim, w powiecie kwidzyńskim, w gminie Ryjewo przy drodze wojewódzkiej nr 607.
W latach 1975–1998 miejscowość administracyjnie należała do województwa elbląskiego.